# Raillardella
Raillardella är ett släkte som ingår i familjen korgblommiga växter.
Kladogram enligt Catalogue of Life:
| Raillardella | \| \| Raillardella argentea \| \| \| \| \| \| Raillardella pringlei \| \| \| \| \| \| Raillardella scaposa \| \| \| \| |
|              | \| \| Raillardella argentea \| \| \| \| \| \| Raillardella pringlei \| \| \| \| \| \| Raillardella scaposa \| \| \| \| |
|              | Raillardella argentea                                                                                                  |
|              | |
|              | Raillardella pringlei                                                                                                  |
|              | |
|              | Raillardella scaposa                                                                                                   |
|              | |